# Serpocaulon catharinae
Serpocaulon catharinae là một loài thực vật có mạch trong họ Polypodiaceae. Loài này được (Langsd. & Fisch.) A.R. Sm. mô tả khoa học đầu tiên năm 2006.